# Uniformes de l'Armée française

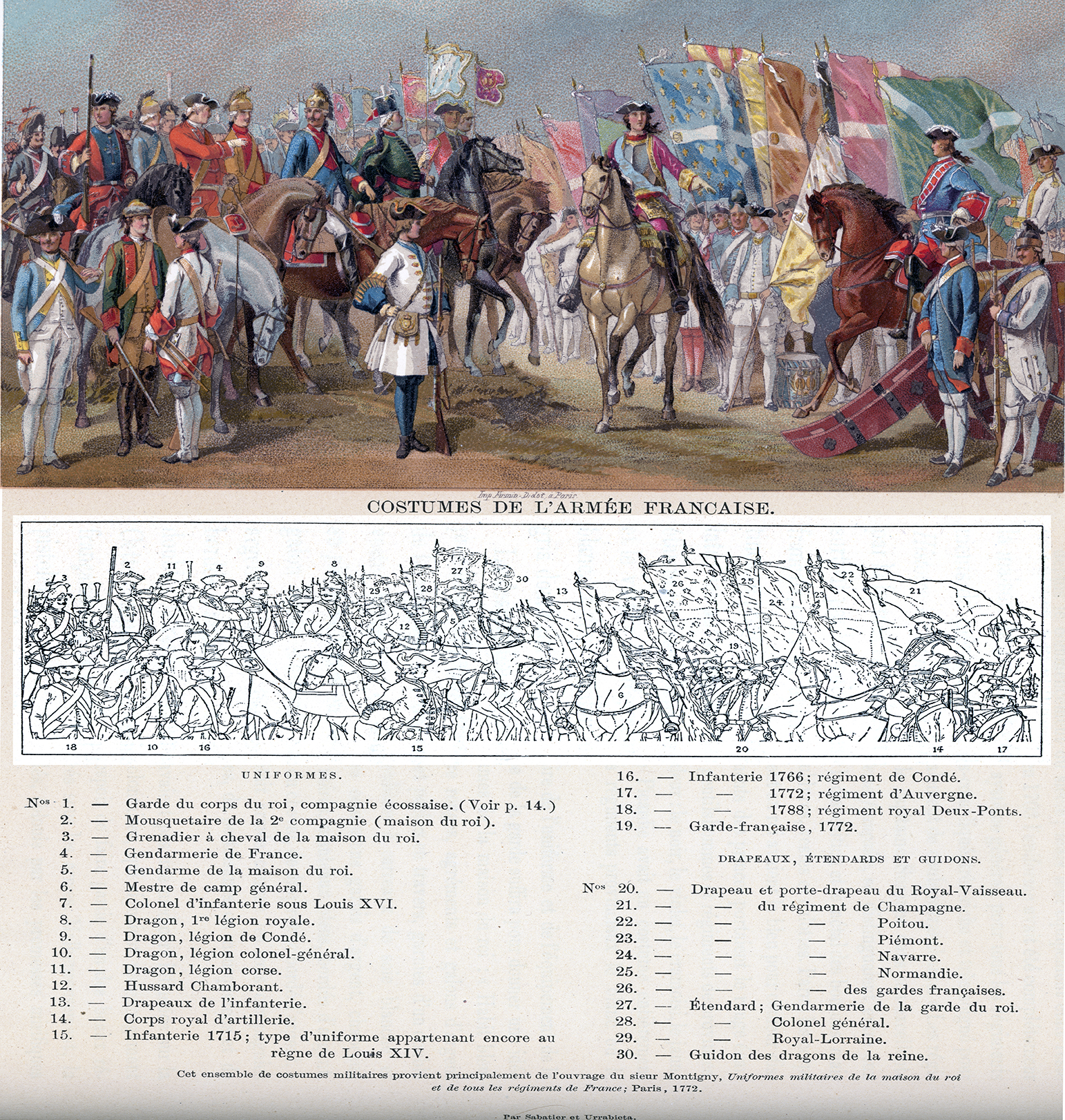
Chromolithographie et aquarelle des costumes de l'armée française en 1772.

Les uniformes de l'Armée française se distinguent selon l'appartenance du militaire : Gendarmerie nationale, Armée de terre, Marine nationale, Armée de l'air. Il faut également distinguer au sein de chacune de ces armées les uniformes de cérémonie, les uniformes de service courant et les uniformes de combat, portés dans des circonstances différentes.

## Ancien Régime
Sous le régime de Louis XIV apparait la première uniformisation des troupes. C'est vers 1680 que débute ce travail du roi et de ses ministres, travail qui avait été déjà pensé pendant la Guerre de Trente Ans. Les uniformes seront majoritairement blanc, bleu, gris et parfois rouge ; couleurs associée à la monarchie française.

## Premier Empire

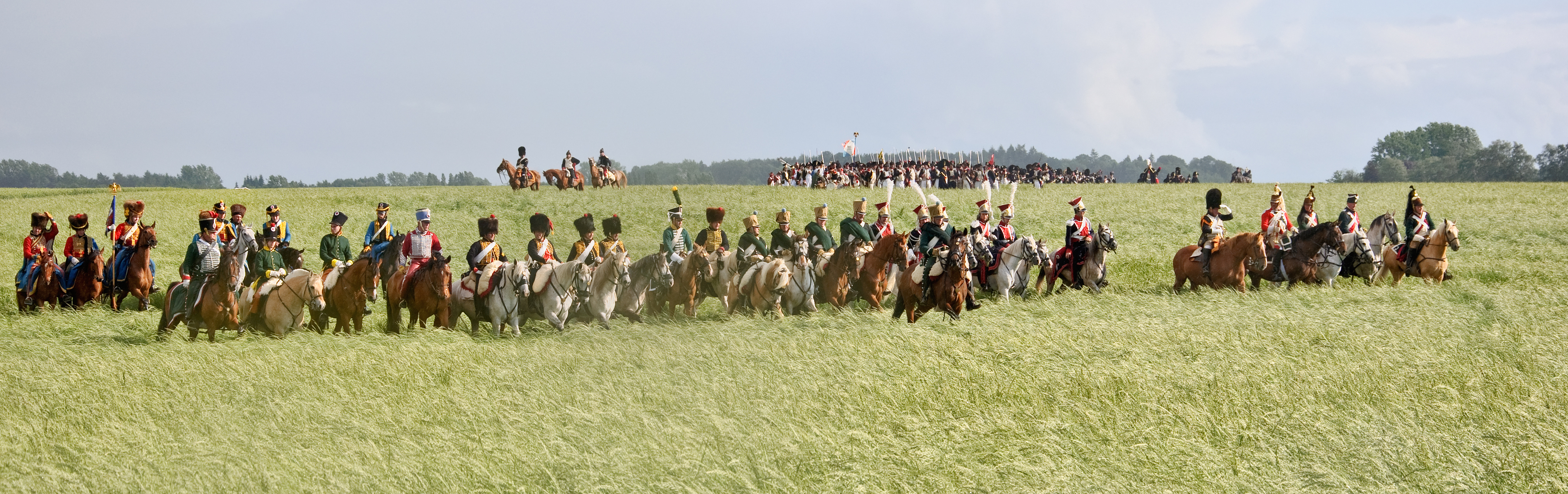
Échantillon de la cavalerie de l'armée napoléonienne lors d'une reconstitution de la bataille de Waterloo : hussards, chasseurs à cheval, chevau-légers lanciers, grenadiers, dragons.

## Restauration

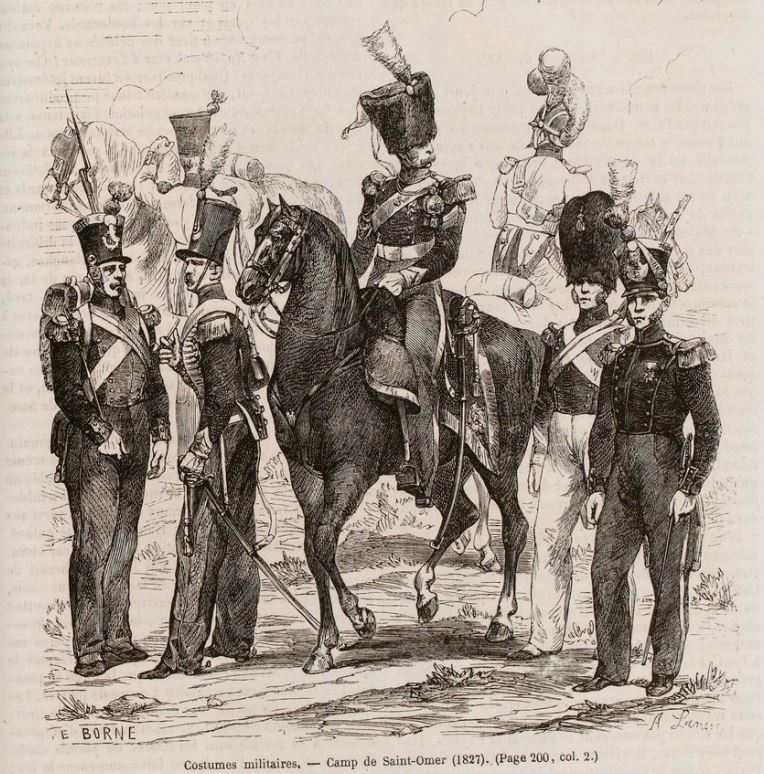
Uniformes lors du camp de Saint-Omer en 1827.
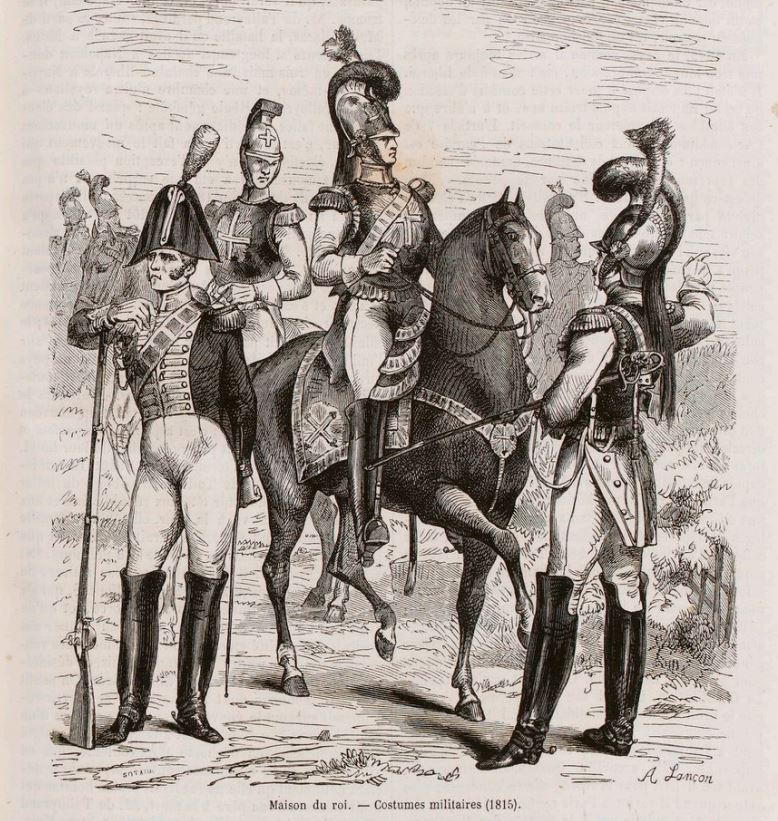
Costumes militaires français en 1815 (maison du Roi).

## IIIeRépublique

### Première Guerre mondiale

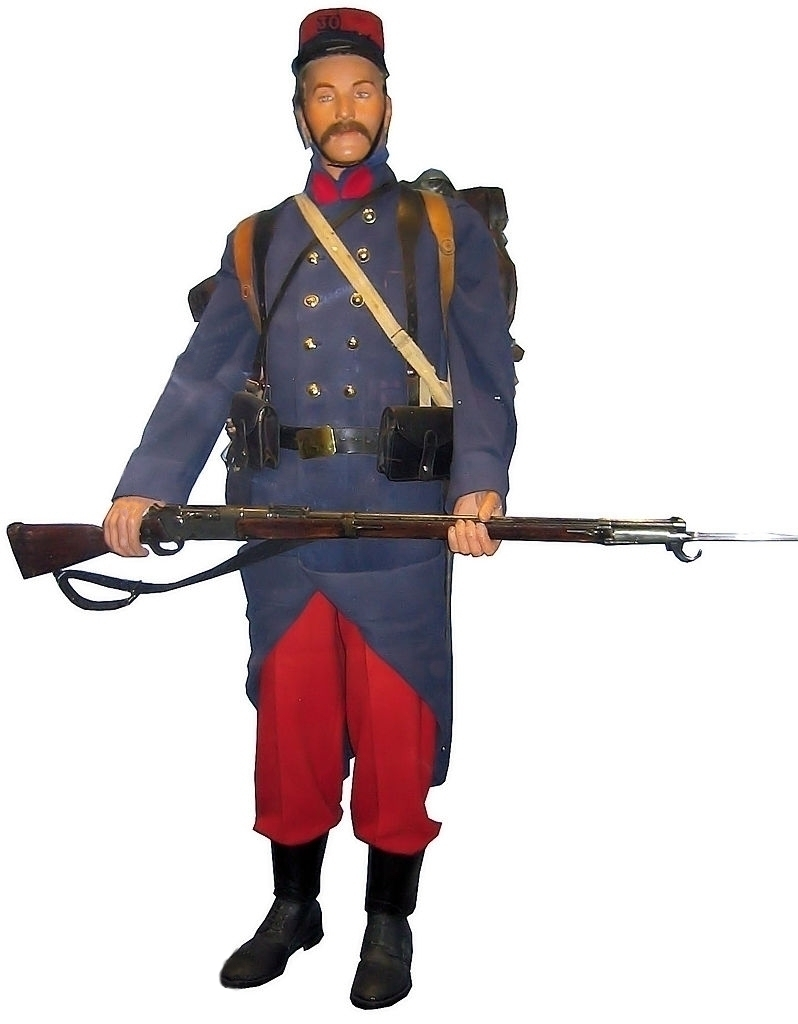
Uniforme 1914.

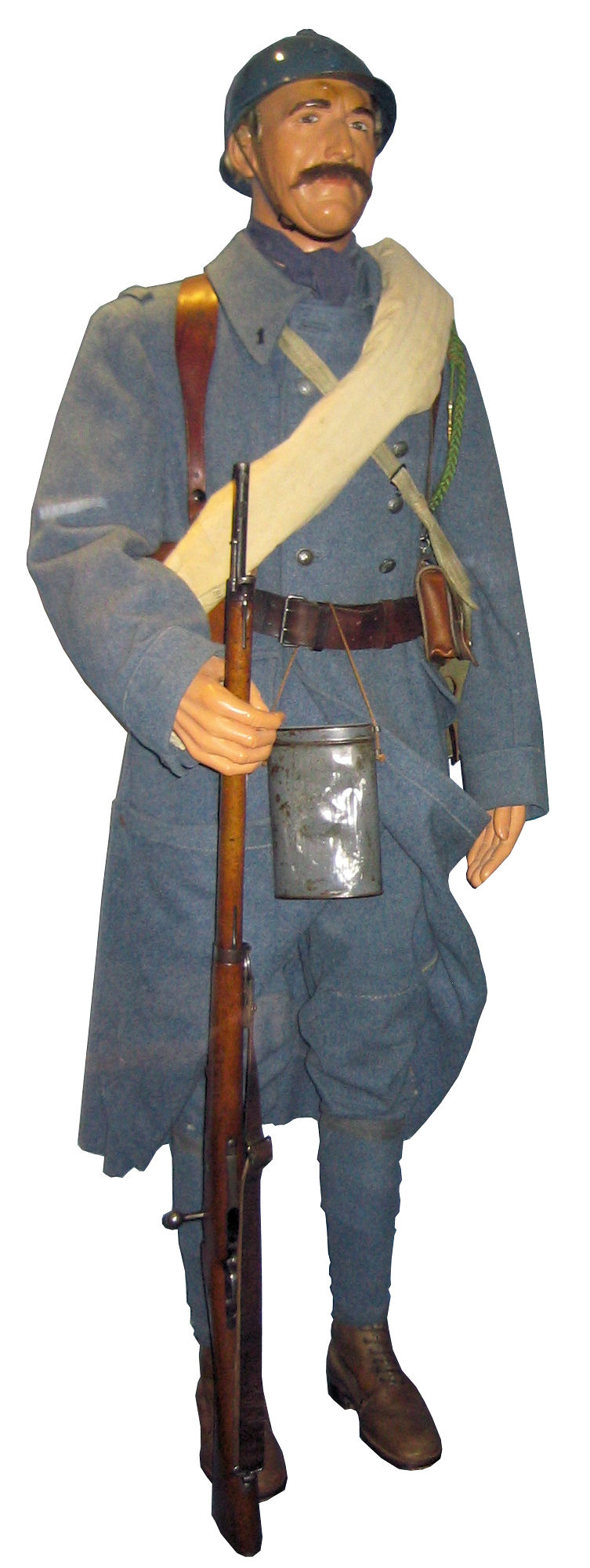
Uniforme 1915.

Les soldats français commencent la Première Guerre mondiale avec les mêmes uniformes que lors de la guerre franco-prussienne. Si ces uniformes convenaient à la guerre de mouvement, pour des batailles rangées ponctuelles, ils se révèlent rapidement bien trop visibles, notamment le pantalon rouge garance de 1867, ce qui fait des soldats français des cibles faciles. En plus de cela, la capote bleue de 1877 est inadaptée à la vie dans les tranchées : elle ne protège pas du froid l'hiver et se révèle beaucoup trop chaude l'été.
Le brêlage est composé de bretelles de suspension et d'un ceinturon sur lequel sont fixées les cartouchières. Le soldat porte une paire de brodequins modèle 1915 (dits « godillots » du nom de leur fabricant, Alexis Godillot) recouverts par des jambières en cuir, un havresac, un bidon d'eau d'un litre et une musette modèle 1892.
L'uniforme est complété par un képi bleu et rouge modèle 1884 qui sert de cible aux tireurs ennemis et ne protège pas des éclats d'obus. De nombreux soldats mourront à cause de cet uniforme inadapté dans les premiers mois du conflit de la Première Guerre mondiale. Cette inadéquation entre l'équipement des soldats français et les réalités de la guerre moderne est due à une résistance de la part d'une partie de la presse, des élus radicaux et de la droite qui s'insurgeaient, affirmant que « le pantalon rouge, c'est la France ! ».
En effet, dès 1878, de nombreux appels avaient été effectués pour modifier cette couleur. En 1911, le changement de couleur avait été voulu par le ministre de la guerre en vert réséda. À nouveau, en juillet 1914 fut évoqué le changement de couleur par la chambre des députés.
Ce n'est qu'au mois de décembre 1914, face aux nombreux rapports de blessures des soldats au front et alertes du service médical des armées, que l'état-major français comprend l'urgence de la situation. Il pousse l'État major sous l'impulsion du maréchal Joffre, à changer les uniformes des hommes de troupe à partir du milieu de l'année 1915.
Le nouvel uniforme bleu horizon est plus adapté que l'ancien uniforme garance. Le pantalon marron puis bleu horizon est beaucoup plus discret que l'ancien. De même la capote Poiret, qui fait son apparition en décembre 1914 à la suite d'une commande du ministère de la Guerre, est beaucoup plus élégante et confortable que l'ancien uniforme. Au départ fermée bord à bord dans le but d'économiser du tissu, la capote repasse en croisé à la suite des conséquences sur la santé des soldats, car elle est peu adaptée aux hivers froids et humides des tranchées, si bien que le service de santé de l'armée fait face à une recrudescence de cas de tuberculose. Sous la capote, le soldat porte une vareuse et une chemise. La capote tombe à mi-jambes, si bien que le soldat doit relever ses pans et les boutonner sur la poche arrière pour ne pas entraver la marche. Le casque Adrian dessiné spécialement par les chirurgiens militaires à partir des observations qu'ils ont pu faire depuis le début du conflit permet de protéger les soldats des éclats d'obus et de mortier. Le poilu est équipé d'un havresac « as de carreau » modèle 1893,. Des brodequins améliorés issus du modèle de 1912 et associés aux bandes molletières sont également adoptés. Le soldat est équipé d'un masque à gaz modèle M2 dans sa boîte métallique et a pour arme le fusil Lebel modèle 1886 ou le fusil Berthier qui peuvent être équipés de la baïonnette Rosalie.
À ces uniformes classiques viennent s'ajouter les uniformes spéciaux de certaines unités telles que la Légion Etrangère dont l'uniforme est kaki ou encore les Spahis.
À noter qu'à la sortie de la Première Guerre mondiale, le pacifisme étant devenu généralisé au cours des années 1920 et 1930, l'histoire du pantalon rouge devint le symbole de l'impréparation de l'Armée française et de son état major. À l'opposé du thème de l'« honneur français », il devint à contrario le symbole de l'absurdité du conflit et du sang versé.

### Entre-deux-guerres
Pendant l'entre-deux-guerres, l'uniforme de la troupe évolue progressivement, notamment à travers deux réformes majeures en 1935 et 1938. Le changement le plus notable étant la couleur qui passe du bleu au vert kaki, jugé plus fonctionnel, après une première tentative en 1930 de généraliser le bleu horizon. 
Ainsi le casque modèle 1926 remplace le casque modèle 1915.
La réforme de 1935 introduit:
- la capote modèle 1920/35

- la vareuse modèle 1920/35

- la chemise et cravate modèle 1935

- le pantalon-culotte modèle 1922

- le pull jersey modèle 1936

- les cartouchières, musette, bidon, quart, sacs modèles 1935
- La toile de tente modèle 1935

Les soldats sont équipés du masque à gaz ANP31.
Puis apparaissent avec la réforme de 1938:
- La capote modèle 1938

- La vareuse modèle 1938
- Le pantalon golf modèle 1938

Les bandes-molletières complètent les brodequins modèle 1917, progressivement remplacés par les jambières modèle 1940.
En même temps, apparaissent des éléments spécifiques adaptés à la technicité croissante des armées:
- Casque modèle 1936 pour le personnel de la Défense Contre les Aéronefs.

- Casque des chars de combat et automitrailleuses de cavalerie (modèle 1919, modèle 1923, modèle 1926) puis casque modèle 1935 des unités motorisées.
- Pantalon cuissard modèle 1940.
- Veston de cuir des chars de combat.
- Effets type motorisé: veston, manteau à capuche, veste en toile, surtout en toile, salopette, gants modèle 1935.
- Développement des effets spéciaux de haute-montagne sous l'impulsion du capitaine Marcel Pourchier, directeur de 1932 à 1939 de l’Ecole de Haute-Montagne (qui devient Ecole Militaire de Haute-Montagne en 1964).

Concernant les officiers, c’est en 1921 pour les généraux et maréchaux et en 1922 pour les officiers supérieurs et subalternes que sont définies quatre tenues : tenue de travail et tenue de campagne (constituées de la vareuse et de la culotte), tenue de ville et grande tenue (constituées de la tunique et du pantalon) destinées aux cérémonies.
Bien que s’inspirant des coupes des tenues d’avant-guerre, les couleurs sont celles du front : bleu clair pour les troupes métropolitaines et kaki pour les troupes d’Afrique et coloniales. Les chasseurs retrouvant le gris de fer bleuté pour la tunique et le gris de fer foncé pour le pantalon.
Puis en 1930, les tenues des officiers généraux et maréchaux retrouvent les couleurs d’avant-guerre. C’est ensuite au tour des officiers supérieurs et subalternes de bénéficier de ces tenues, renouant avec l’élégance et le prestige des tenues du début de siècle. Décrite au Bulletin Officiel le 28 mai 1931, cette grande tenue modèle 1931 est rendue obligatoire pour les jeunes officiers sortant d’école, puis aux autres jusqu’au 1er janvier 1934 (repoussé au 1er janvier 1937) puis son port est suspendu le 12 octobre 1939 pendant les opérations de guerre.

## Après Guerre

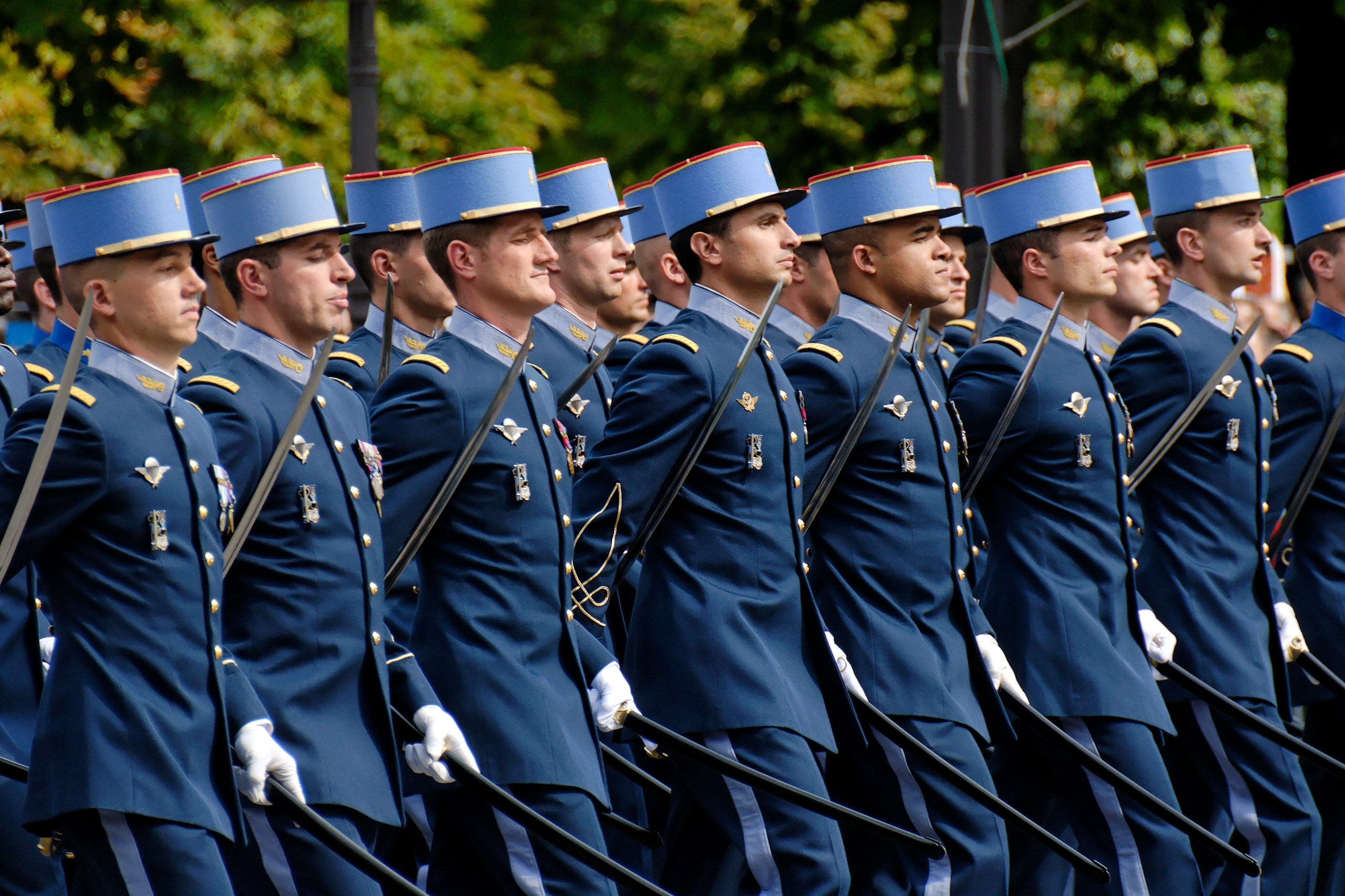
Uniforme de parade des élèves de l'École militaire interarmes.

### Les uniformes classiques

#### Armée de terre
En 1992, l'Armée de terre adopte un uniforme de cérémonie beige clair associé avec un képi, des fourreaux d'épaules et, selon les régiments, une fourragère ainsi que d'autres insignes traditionnels selon les occasions.
Cette tenue unique pour été et hiver, en tissu synthétique, vient remplacer les deux tenues existantes. 

#### Armée de l'air
L'uniforme de l'armée de l'air est composé d'une veste bleu louise à une rangée de boutons dorés, un pantalon bleu louise et une casquette blanche. La tenue peut être complétée par une paire de gants noirs ou blancs pour les cérémonies.

#### Marine nationale
Les marins de la Marine nationale revêtent un uniforme bleu ou blanc (en zone chaude ou dans l'arrondissement maritime de la Méditerranée en fonction de la période de l'année : uniforme d'été). Selon le grade, les marins portent un veston et un pantalon bleu (officiers et officiers mariniers) ou une vareuse (matelots et quartiers-maîtres) avec un pantalon à pont. Les marins pompiers portent tous un veston, quel que soit le grade. Comme coiffure, les matelots et quartiers-maitres masculins portent un bonnet (bachi) avec un pompon rouge, et une casquette pour les autres grades. Les marins pompiers masculins portent tous une casquette avec un macaron rouge pour les matelots et quartiers-maitres. Le personnel féminin, quel que soit son grade porte un tricorne. La tenue peut être complétée par une paire de gants noirs ou blancs pour les cérémonies excepté pour les matelots et quartiers-maitres (sauf pour la garde d'honneur auquel cas les gants sont blancs et assortis à des guêtres de même couleur).

### Gilet d'armes
Ce gilet, d'un port facultatif, est un accessoire traditionnel propre aux officiers. Il est revêtu lors de cérémonies ou en cas de froid.
Les sous-officiers ont obtenu en 2005 l'autorisation de le porter également. 
Le § 3.3.36 de l'instruction du 13 juin 2005 indique : Le gilet d’armes ne peut être revêtu qu’avec la vareuse terre de France (ou bleu foncé pour les chasseurs) par les personnels autorisés dans les tableaux récapitulatifs cf. § 5.2. Son port est facultatif.
Le port du gilet d’armes n’autorise en aucune circonstance le port de la vareuse ouverte à l’extérieur des locaux. Toutefois, à l’intérieur des locaux, la vareuse peut se porter ouverte sur le gilet d’arme, sur autorisation de l’autorité présente.
La couleur des gilets d'armes varie suivant les traditions :
1. chasseurs alpins: jonquille
2. Légion étrangère: vert ou parfois rouge
3. écoles: bleu
4. armée de terre : vert
5. aviation : bleu air
6. gendarmerie: bleu marine
7. services armée de terre: gris
8. artillerie, génie, transmission: rouge
9. cavalerie : :bleu ciel pour les hussards, vert moyen pour les chasseurs à cheval,  vert sombre pour les régiments de chars de combat issus historiquement l'linfanterie ,  ventre de biche pour les dragons, garance pour les cuirassiers, écarlate pour les spahis, vert foncé pour la Légion étrangère.
10. infanterie: jaune
11. tirailleurs : bleu ciel
12. train : blanc
13. ALAT : bleu roi
14. Troupes de Marine : bleu nuit
15. Matériel : gris plomb

Le nombre des boutons dit grelots (dorés ou argentés) varie suivant la taille du vêtement, de 14 à 20.

### Les uniformes spéciaux
Les légionnaires — les militaires de la Légion étrangère — portent un képi avec une coiffe blanches (hommes du rang,caporaux et caporaux-chefs) ; les sous-officiers portent le képi noir sans coiffe, tous portent une cravate verte ainsi que des épaulettes vert et rouge. Les sapeurs de la Légion portent un uniforme similaire avec comme éléments de tradition un tablier en cuir et des gants.
Les troupes de montagne portent un large béret, appelé « tarte », avec des vêtements bleu foncé pour les chasseurs.
Les spahis ont conservé leur longue cape blanche provenant des origines nord-africaines de leurs régiments.
L’infanterie ainsi que la cavalerie de la Garde républicaine conservent leur uniforme de parade du XIXe siècle, tout comme les élèves de Saint-Cyr et de l'École polytechnique.